# Jane's Attack Squadron
Jane's Attack Squadron est un jeu vidéo de simulation de vol de combat développé par Looking Glass Studios et Mad Doc Software et publié par Xicat Interactive en mars 2002. Le jeu se déroule pendant la Seconde Guerre mondiale et permet au joueur de piloter des reproductions d’avions de combats de l’époque avec lesquels il est amené à réaliser différents types de missions pour les forces Alliées ou de l’Axe,,. Bien qu’il permette d’effectuer des combats aériens, il se focalise principalement sur les combats air-sol,.
Le jeu a été imaginé par Seamus Blackley, alors employé par Looking Glass Studios, comme une suite du simulateur de vol Flight Unlimited. Après le départ de celui-ci en 1995, le studio continue néanmoins de travailler sur le projet et le développement du jeu débute en 1998 après la signature d’un accord avec Electronic Arts ,. À la suite de la demande de l’éditeur de renommer le jeu Jane's Attack Squadron et d’en reconcevoir une bonne partie, le projet prend cependant beaucoup de retard. Looking Glass Studios doit alors faire face à d’importants problèmes financiers, conduisant le studio à la banqueroute en 2000. Le jeu est ensuite racheté par  Mad Doc Software, composé en partie d’ancien employé de Looking Glass, qui en termine le développement.
À sa sortie, le jeu est accueilli de manière mitigée par la presse spécialisée, les critiques considérant son modèle physique comme peu réaliste et déplorant ses graphismes et son système de jeu dépassé, notamment en comparaison de simulateurs contemporains comme IL-2 Sturmovik, sorti lui en 2001. Le nombre limité de missions et les nombreux bugs du jeu ont aussi été mis en avant, certaines critiques saluant tout de même les combats air-sol du jeu et espérant que les fans de celui-ci  seront capables d’améliorer le jeu grâce à l’éditeur de niveau de celui-ci,,,.